# Imma Gallardo Barceló
Imma Gallardo Barceló (l'Hospitalet de Llobregat, 12 de setembre de 1966) és una política catalana. Professionalment és tècnica superior d'educació infantil a l'Ajuntament de Rialp.
Militant de Convergència Democràtica de Catalunya primer i associada al Partit Demòcrata Europeu Català des de la seva fundació el 2016 fins al 30 d'agost de 2020, quan se'n dona de baixa i s'incorpora a Junts per Catalunya.
Des de les eleccions municipals de 2007 és regidora a l'ajuntament de Sort. Va formar part de l'equip de govern del 2007 al 2015, i va ser tinent d’alcalde de 2011 a 2015 i cap de llista de Junts per Sort a les eleccions municipals de 2019. Ha estat regidora fins al febrer de 2022, quan presentà la dimissió.
L'any 2016 fou escollida consellera nacional del Partit Demòcrata pel Pallars Sobirà amb un 94,74% dels vots i membre de l'executiva de l'àmbit temàtic d'esports. L'any 2015 fou membre de la candidatura de Junts pel Sí a les eleccions al Parlament en la catorzena posició i l'any 2017 fou número 3 per Lleida a les llistes de Junts per Catalunya per les eleccions al Parlament, on fou escollida diputada.